# Roberto Herlitzka
Roberto Herlitzka (Torino, 2 ottobre 1937 – Roma, 31 luglio 2024) è stato un attore italiano.

## Biografia
Nacque il 2 ottobre 1937 a Torino, secondogenito dopo il fratello Paolo, da Bruno Herlitzka, ceco ebreo di Brno emigrato con la propria famiglia, e da Micaela Berruti, traduttrice, italiana di religione cattolica. I genitori si divisero presto tramite la Sacra Rota, e suo padre, dopo aver sposato la pittrice Giorgina Lattes, nel gennaio 1939 emigrò in Argentina per sfuggire alle leggi razziali, alle quali sfuggirono anche lui e il fratello ottenendo temporaneamente il cognome della madre, Berruti. Nel 1947, a Buenos Aires, nacque la sorellastra Laura Herlitzka. Roberto studiò al liceo ginnasio Massimo D'Azeglio a Torino e si iscrisse a Lettere all'Università degli Studi di Torino, ma presto si trasferì a Roma, in casa del padre tornato dall'Argentina e lì divenuto gallerista, per seguire i corsi di Orazio Costa presso l'Accademia nazionale d'arte drammatica. Nelle stagioni teatrali 2002-2003 e 2003-2004 vinse il premio Ubu come miglior attore italiano.
Nel 2004 si aggiudicò un Nastro d'argento come migliore attore e un David di Donatello come miglior attore non protagonista per la sua interpretazione di Aldo Moro nel film di Marco Bellocchio Buongiorno, notte (che gli valse anche il premio Horcynus Orca quattro anni dopo), e ricevette il premio Gassman come miglior attore per gli spettacoli teatrali Lasciami andare madre e Lighea. Nel 2013 alla quarta edizione del Bari International Film Festival ottenne il "premio Vittorio Gassman" come miglior attore protagonista per il film Il rosso e il blu.
Nel 2019 fu il protagonista del cortometraggio di Massimo Ivan Falsetta, Virgo - I piedi freddi delle donne, con Anna Falchi, presentato al Green Movie Film Fest, la rassegna di cinema ambientale capitolina che nel 2020 si svolse in streaming dal 18 al 20 dicembre, dopo i premi ricevuti presso il Linear International Film Festival a ottobre 2020 a Manchester, e al React Film Festival di Catanzaro del 2019.
Roberto Herlitzka morì a Roma il 31 luglio 2024 all'età di 86 anni. Due giorni dopo fu celebrato il suo funerale, a Roma, nella chiesa di San Saturnino.

## Vita privata
Fu sposato per cinquant'anni con Chiara Cajoli: l'attore rimase vedovo due mesi prima di morire a sua volta. La coppia non ebbe figli.

## Teatro
- Con la regia di Orazio Costa
  - La vita è sogno di Calderón De la Barca
  - Francesca da Rimini di Gabriele D'Annunzio (1960)
  - L'anitra selvatica di Henrik Ibsen
  - La dodicesima notte di William Shakespeare
  - Tre sorelle di Anton Čechov
  - Vita nuova, tratto da Dante Alighieri
  - Divina Commedia
  - Prediche di Savonarola
  - Episodi e personaggi del poema dantesco (1966)
  - Don Giovanni di Molière (1966)
- Con la regia di Luca Ronconi
  - Candelaio di Giordano Bruno
  - Le mutande di Sternheim (1968)
- Con la regia di Antonio Calenda
  - Coriolano di Shakespeare (1969)
  - Il balcone di Jean Genet (1971)
  - Come vi piace di Shakespeare (1977)
  - Sogno di una notte di mezza estate (1982 - Puck)
  - Prometeo (1994)
  - Edipo a Colono di Sofocle (1997)
  - La mostra di Claudio Magris (2003)
  - I Persiani di Eschilo (2003)
  - Re Lear di Shakespeare (2004)
  - Una giovinezza enormemente giovane di Gianni Borgna (2013)
  - Falstaff e il suo servo di Nicola Fano e Antonio Calenda (2019)
  - Enrico IV di Luigi Pirandello (2020)
- Con la regia di Gabriele Lavia
  - Otello di Shakespeare (1975)
  - Il nipote di Rameau di Denis Diderot (1976)
  - Zio Vanja di Anton Čechov (1990)
- Con la regia di Gianfranco de Bosio
  - Un sorso di terra di Heinrich Böll (1978)
- Con la regia di Luigi Squarzina
  - Il ventaglio di Goldoni (1993)
  - Misura per misura di Shakespeare
- Con la regia di Mario Missiroli
  - Nathan il saggio di Gotthold Ephraim Lessing (1976)
  - Broken glass di Arthur Miller
- Con la regia di Lina Wertmüller
  - Lasciami andare, madre, tratto dall'omonimo libro di Helga Schneider (2004)
- Altri spettacoli
  -  ExAmleto, con Roberto Herlitzka come regista e unico interprete sul palcoscenico (2001)
  - Edipo a Colono di Sofocle, regia di Ruggero Cappuccio (2008)
  - Elisabetta II, regia di Teresa Pedroni (2009)
  - Don Chisciotte di Ruggero Cappuccio, da Miguel de Cervantes, regia di Nadia Baldi, con Lello Arena (2010)

## Filmografia

### Cinema

Roberto Herlitzka in una scena del film Notte d'estate con profilo greco, occhi a mandorla e odore di basilico (1986)

- Film d'amore e d'anarchia - Ovvero "Stamattina alle 10 in via dei Fiori nella nota casa di tolleranza...", regia di Lina Wertmüller (1973)
- La villeggiatura, regia di Marco Leto (1973)
- L'invenzione di Morel, regia di Emidio Greco (1974)
- Pasqualino Settebellezze, regia di Lina Wertmüller (1975)
- Scherzo del destino in agguato dietro l'angolo come un brigante da strada, regia di Lina Wertmüller (1983)
- Il giocatore invisibile, regia di Sergio Genni (1985)
- Notte d'estate con profilo greco, occhi a mandorla e odore di basilico, regia di Lina Wertmüller (1986)
- Oci ciornie, regia di Nikita Mikhalkov (1987)
- Gli occhiali d'oro, regia di Giuliano Montaldo (1987)
- Secondo Ponzio Pilato, regia di Luigi Magni (1987)
- La maschera, regia di Fiorella Infascelli (1988)
- Tracce di vita amorosa, regia di Peter Del Monte (1990)
- In nome del popolo sovrano, regia di Luigi Magni (1990)
- Marcellino, regia di Luigi Comencini (1991)
- Il sogno della farfalla, regia di Marco Bellocchio (1994)
- Le fils préféré, regia di Nicole Garcia (1994)
- Intolerance, regia di Marco Simon Puccioni, episodio Ottant'anni di Intolerance (1996)
- Gli angeli di Elvis, regia di Bernie Bonvoisin (1997)
- Marianna Ucrìa, regia di Roberto Faenza (1997)
- A ridosso dei ruderi, i Trionfi, regia di Franco Brocani (1997)
- Mille bornes, regia di Alain Beigel (1999)
- Il corpo dell'anima, regia di Salvatore Piscicelli (1999)
- Il mnemonista, regia di Paolo Rosa (2000)
- Quartetto, regia di Salvatore Piscicelli (2001)
- L'ultima lezione, regia di Fabio Rosi (2001)
- È più facile per un cammello..., regia di Valeria Bruni Tedeschi (2003)
- Le intermittenze del cuore, regia di Fabio Carpi (2003)
- Buongiorno, notte, regia di Marco Bellocchio (2003)
- Assicurazione sulla vita, regia di Tomaso Cariboni e Augusto Modigliani (2003)
- De reditu - Il ritorno, regia di Claudio Bondì (2004)
- Nero, regia di Antonio Lucifero (2004)
- Viva Zapatero!, regia di Sabina Guzzanti (2005)
- Viaggio segreto, regia di Roberto Andò (2006)
- I demoni di San Pietroburgo, regia di Giuliano Montaldo (2007)
- Narciso, dietro i cannoni, davanti ai muli, regia di Marcello e Dario Baldi (2008)
- Aria, regia di Valerio D'Annunzio (2009)
- Le ombre rosse, regia di Francesco Maselli (2009)
- Christine Cristina, regia di Stefania Sandrelli (2009)
- La porta, cortometraggio, regia di Piero Messina (2009)
- La scomparsa di Patò, regia di Rocco Mortelliti (2010)
- Cose naturali, cortometraggio, regia di Germano Maccioni (2010)
- Gli anni verdi, regia di Dario Baldi (2011)
- L'ultimo terrestre, regia di Gian Alfonso Pacinotti (2011)
- Sette opere di misericordia, regia di Gianluca e Massimiliano De Serio (2011)
- Rien Va, regia di Ruggero Cappuccio (2011)
- La città ideale, regia di Luigi Lo Cascio (2012)
- Bella addormentata, regia di Marco Bellocchio (2012)
- Il rosso e il blu, regia di Giuseppe Piccioni (2012)
- La grande bellezza, regia di Paolo Sorrentino (2013)
- Sangue del mio sangue, regia di Marco Bellocchio (2015)
- Io, Arlecchino, regia di Matteo Bini e Giorgio Pasotti (2015)
- Non c'è più religione, regia di Luca Miniero (2016)
- Fai bei sogni, regia di Marco Bellocchio (2016)
- Loro, regia di Paolo Sorrentino (2018)
- Notti magiche, regia di Paolo Virzì (2018)
- I nomi del signor Sulčič, regia di Elisabetta Sgarbi (2018)
- Virgo - I piedi freddi delle donne, regia Massimo Ivan Falsetta – cortometraggio (2019)
- Lontano lontano, regia di Gianni Di Gregorio (2019)
- Pizza Boy, cortometraggio, regia di Gianluca Zonta (2019)
- Il bambino nascosto, regia di Roberto Andò (2021)
- Leonora addio, regia di Paolo Taviani (2022)

### Televisione
- Cenerentola, regia di Stefano De Stefani – miniserie TV (1960)
- Il poverello (Francesco d'Assisi), regia di Orazio Costa Giovangigli – miniserie TV (1968)
- Un certo Harry Brent, regia di Leonardo Cortese – miniserie TV (1970)
- Boezio e il suo re, regia di Piero Schivazappa – film TV (1974)
- Nucleo centrale investigativo, regia di Vittorio Armentano – miniserie TV (1974)
- Il Dipinto, regia di Domenico Campana – miniserie TV (1974)
- I Persiani, regia di Vittorio Cottafavi – film TV (1975)
- Il processo (tratto dal romanzo di Franz Kafka il processo), regia di Luigi Di Gianni – film TV (1978)
- L'agente segreto (tratto dal romanzo di Joseph Conrad L'agente segreto), regia di Antonio Calenda – miniserie TV (1978)
- In tre dentro un fondo di caffè, regia di Gianni Casalino – film TV (1979)
- Episodi dalla vita di un uomo, regia di Giuliana Berlinguer – film TV (1980)
- La Certosa di Parma, regia di Mauro Bolognini – miniserie TV (1982)
- Guido Gozzano, regia di Gianni Casalino - film TV (1984)
- Aeroporto internazionale – serie TV (1985)
- Il ricatto, regia di Ruggero Deodato – miniserie TV (1989)
- Il cielo non cade mai, regia di Gianni Ricci e Tonino Valerii – miniserie TV (1992)
- La piovra 7 - Indagine sulla morte del commissario Cattani – regia di Luigi Luigi Perelli – miniserie TV (1995) – interpreta il personaggio di Ninni Paradiso nella 5ª puntata
- Avvocati, regia di Giorgio Ferrara – miniserie TV (1998)
- Una sola debole voce, regia di Alberto Sironi – film TV (1999)
- Raiot - Armi di distrazione di massa, regia di Igor Skofic, condotto da Sabina Guzzanti – programma TV (2003) - interpreta il personaggio di Ludovico Cerchiobot nella 1º puntata e nella 2º puntata mai andata in onda
- Graffio di tigre, regia di Alfredo Peyretti – miniserie TV (2006)
- Boris – serie TV, episodi 1x02-1x13 (2007) - personaggio di Orlando Serpentieri
- All Human Rights for All – film collettivo, episodi Art. 9 e Art. 11 (2008)
- Nebbie e delitti – serie TV, episodio 3x01 (2009)
- Mannaggia alla miseria di Lina Wertmüller – film TV (2010)
- Il segreto dell'acqua – serie TV (2011)
- Qualunque cosa succeda - Giorgio Ambrosoli, regia di Alberto Negrin – miniserie TV (2014) - personaggio di Enrico Cuccia
- Indro. L'uomo che scriveva sull'acqua, regia di Samuele Rossi – docu-drama (2016)
- 1993, regia di Giuseppe Gagliardi – miniserie TV, episodio 1x05 (2017)
- Il nome della rosa (The Name of the Rose), regia di Giacomo Battiato – miniserie TV (2019)
- Il processo, regia di Stefano Lodovichi – miniserie TV (2019)

## Prosa radiofonica Rai
- L'uomo e la sua morte, radiodramma di Giuseppe Berto, regia di Andrea Camilleri, trasmesso il 30 settembre 1962.

## Doppiaggio
- Hiroshi Koizumi in Dogora - Il mostro della grande palude
- Kenneth Griffin ne Il prigioniero (1° doppiaggio)[8]
- Joe Turkel in Shining
- Roy Scheider in L'uomo della pioggia - The Rainmaker
- Serge Merlin in Sotto falso nome
- Benedict Cumberbatch in Girlfriend in a Coma

## Riconoscimenti

### Cinema
- Festival di Venezia 2003 – Premio Pasinetti per Buongiorno, notte
- Premio Ermete Novelli 2003 – alla carriera
- David di Donatello 2004 – Miglior attore non protagonista per Buongiorno, notte
- Nastri d'argento 2004 – Miglior attore protagonista per Buongiorno, notte
- Nastri d'argento 2013 – Nastro d'argento alla carriera
- Terni Film Festival 2015 - Migliore attore protagonista per Nell'ora che non immaginate
- Animavì - Cinema d'Animazione e Arte Poetica, Bronzo Dorato all'arte della Recitazione – 2018
- David di Donatello 2013 - Candidatura come miglior attore protagonista per Il rosso e il blu

### Teatro
- Premio Ubu
  - 2002/2003 - Migliore attore per La mostra di Claudio Magris
  - 2003/2004 - Migliore attore per Lasciami andare, madre di Lina Wertmuller e Helga Schneider
- Premio Flaiano sezione teatro[9]
  - 1994 Premio all'interpretazione per Prometeo incatenato di Eschilo
  - 2003 Premio all'interpretazione per Danza macabra di Thomas Bernhard